# کلیسای مسیح (هنکاک)
کلیسای مسیح (انگلیسی: Church of Christ) توسط جنبش قدیسان آخرالزمان در ایندیپندنس، میزوری در سال ۱۹۴۶ تأسیس شد. این کلیسا در سال ۱۹۸۴ از بین رفت.